# Liste des communes de Belgique par superficie
 (janvier 2019).
La Belgique compte 581 communes. A la liste des 50 plus vastes communes de Belgique classées par superficie décroissante avant la fusion des communes du 1er janvier 2019, ont été ajoutées ou modifiées les superficies des communes de Aalter, Deinze, Oudsbergen et Bastogne après les fusions du 1er janvier 2019 et du 2 décembre 2024.
| #  | Commune             | Superficie (km²) | Province                        | Arrondissement    |
| -- | ------------------- | ---------------- | ------------------------------- | ----------------- |
| 1  | Bastogne            | 263,7            | Province de Luxembourg          | Bastogne          |
| 2  | Tournai             | 213,8            | Province de Hainaut             | Tournai           |
| 3  | Couvin              | 206,9            | Province de Namur               | Philippeville     |
| 4  | Anvers              | 204,5            | Province d'Anvers               | Anvers            |
| 5  | Chimay              | 197,1            | Province de Hainaut             | Thuin             |
| 6  | Libramont-Chevigny  | 177,9            | Province de Luxembourg          | Neufchâteau       |
| 7  | Namur               | 175,7            | Province de Namur               | Namur             |
| 8  | Beauraing           | 174,5            | Province de Namur               | Dinant            |
| 9  | Léglise             | 172,9            | Province de Luxembourg          | Neufchâteau       |
| 10 | Houffalize          | 166,6            | Province de Luxembourg          | Bastogne          |
| 11 | Rochefort           | 165,3            | Province de Namur               | Dinant            |
| 12 | Gouvy               | 165,1            | Province de Luxembourg          | Bastogne          |
| 13 | Philippeville       | 156,7            | Province de Namur               | Philippeville     |
| 14 | Durbuy              | 156,6            | Province de Luxembourg          | Marche-en-Famenne |
| 15 | Gand                | 156,2            | Province de Flandre-Orientale   | Gand              |
| 16 | Gedinne             | 151,6            | Province de Namur               | Dinant            |
| 17 | Bullange            | 150,5            | Province de Liège               | Verviers          |
| 18 | Beveren             | 150,2            | Province de Flandre-Orientale   | Saint-Nicolas     |
| 19 | Dixmude             | 149,4            | Province de Flandre-Occidentale | Dixmude           |
| 20 | Bouillon            | 149,1            | Province de Luxembourg          | Neufchâteau       |
| 21 | Ciney               | 147,6            | Province de Namur               | Dinant            |
| 22 | La Roche-en-Ardenne | 147,5            | Province de Luxembourg          | Marche-en-Famenne |
| 23 | Saint-Vith          | 146,9            | Province de Liège               | Verviers          |
| 24 | Florenville         | 146,9            | Province de Luxembourg          | Virton            |
| 25 | Mons                | 146,5            | Province de Hainaut             | Mons              |
| 26 | Vielsalm            | 139,8            | Province de Luxembourg          | Bastogne          |
| 27 | Libin               | 139,7            | Province de Luxembourg          | Neufchâteau       |
| 28 | Bruges              | 138,4            | Province de Flandre-Occidentale | Bruges            |
| 29 | Bertrix             | 137,7            | Province de Luxembourg          | Neufchâteau       |
| 30 | Vaux-sur-Sûre       | 135,9            | Province de Luxembourg          | Bastogne          |
| 31 | Florennes           | 133,5            | Province de Namur               | Philippeville     |
| 32 | Ypres               | 130,6            | Province de Flandre-Occidentale | Ypres             |
| 33 | Deinze              | 128,01           | Province de Flandre-Orientale   | Gand              |
| 34 | Ath                 | 126,9            | Province de Hainaut             | Ath               |
| 35 | Amblève             | 125,1            | Province de Liège               | Verviers          |
| 36 | Walcourt            | 123,2            | Province de Namur               | Philippeville     |
| 37 | Houyet              | 122,3            | Province de Namur               | Dinant            |
| 38 | Marche-en-Famenne   | 121,4            | Province de Luxembourg          | Marche-en-Famenne |
| 39 | Viroinval           | 120,9            | Province de Namur               | Philippeville     |
| 40 | Aalter              | 119,85           | Province de Flandre-Orientale   | Gand              |
| 41 | Manhay              | 119,8            | Province de Luxembourg          | Marche-en-Famenne |
| 42 | Poperinge           | 119,3            | Province de Flandre-Occidentale | Ypres             |
| 43 | Arlon               | 118,6            | Province de Luxembourg          | Arlon             |
| 44 | Mettet              | 116,8            | Province de Namur               | Namur             |
| 45 | Oudsbergen          | 116,37           | Province de Limbourg            | Maaseik           |
| 46 | Mol                 | 114,3            | Province d'Anvers               | Turnhout          |
| 47 | Neufchâteau         | 113,8            | Province de Luxembourg          | Neufchâteau       |
| 48 | Chiny               | 113,7            | Province de Luxembourg          | Virton            |
| 49 | Paliseul            | 113              | Province de Luxembourg          | Neufchâteau       |
| 50 | Frasnes-lez-Anvaing | 112,4            | Province de Hainaut             | Ath               |
| 51 | Nassogne            | 112              | Province de Luxembourg          | Marche-en-Famenne |
| 52 | Saint-Hubert        | 111,2            | Province de Luxembourg          | Neufchâteau       |
| 53 | Soignies            | 110,3            | Province de Hainaut             | Soignies          |